# Макаров, Виктор Львович
Виктор Львович Макаров (род. 1953, Армавир) — советский, украинский и австралийский пианист, педагог, заслуженный деятель искусств Украины

## Биографические сведения
Рос в Донбассе. Получил музыкальное образование в Харьковской специальной музыкальной школе, и в Харьковском институте искусств в классе Регины Горовиц, стажировался в аспирантуре при Ленинградской консерватории в классе Татьяны Кравченко.
По окончании учебы в 1981—1988 годах преподавал в Харьковском институте искусств, с 1985 возглавлял фортепианный отдел в Харьковской средней специализированной музыкальной школе-интернате ХССМШ-и. С 1997 года — профессор. В 1998 году вместе с семьёй и пятью учениками эмигрировал в Австралию, где занимался преподавательской деятельностью. Среди воспитанников В. Макарова — лауреаты конкурсов В. Горовица и В. Крайнева — Алексей Колтаков, Алексей Емцов, Александр Гаврилюк и другие.
В 2004 году был обвинен собственными же учениками (в частности, А. Гаврилюком) в сексуальных домогательствах, приговорен к 16 годам заключения и лишен австралийского гражданства. Находясь за решеткой, написал книгу «Уроки А. И. Солженицына (повествование заключённого № 380046)», в которой называет все обвинения сфальсифицированными и подвергает критике систему австралийского правосудия, проводя параллели с деятельностью советских карательных органов. Позже часть обвинений с В. Макарова были сняты.

## Ссылка
- Українська музична енциклопедія. Том 3. — С. 280}}
- Сайт Виктора Макарова Архивировано 13 июля 2020 года.
- Аршинова М. Игра по правилам, или Снова о педофилии Архивировано 14 июля 2020 года.